# Beatrice Mtetwa
Beatrice Mtetwa, née au Swaziland, est une avocate zimbabwéenne, « la plus célèbre avocate des droits de l'homme » du pays.

## Biographie
Elle obtient sa licence de droit (LLB) à l'Université du Botswana et du Swaziland en 1981, et commence une carrière de procureur au Swaziland. En avril 1983, elle s'installe au Zimbabwe et y travaille au ministère public jusqu'en janvier 1989. En février, elle se met à son propre compte, et se spécialise dans les questions des droits de l'homme à partir de 1990. Elle défend notamment la liberté de la presse, et obtient l'acquittement de journalistes arrêtés par les autorités zimbabwéennes dans le cadre de leur travail. Elle dénonce les nominations de juges proches du pouvoir dans les cours d'appel.
En 2003, elle est arrêtée, accusée de conduite en état d'ivresse, et torturée dans un poste de police, avant d'être relâchée.
En 2007, lors d'une manifestation d'avocats pour dénoncer les violences policières contre la profession, elle est contrainte par des policiers de se mettre à terre, puis, avec plusieurs de ses collègues, est frappée par ces derniers. 
En mars 2013, elle est à nouveau arrêtée, après s'être interposée lors de la perquisition du domicile d'un membre de l'opposition, et avoir exigé de voir le mandat permettant aux policiers de fouiller ce domicile.
Elle a reçu notamment le Prix international de liberté de la presse, délivré par le Comité pour la protection des journalistes, en 2005, et le Prix Ludovic-Trarieux en 2009.